# غريغ راسموسن
غريغ راسموسن (بالإنجليزية: Greg Rasmussen)‏ هو عالم بيئة بريطاني، ولد في 18 يناير 1955 في لندن في المملكة المتحدة.